# Heungdo-dong
Heungdo-dong (koreanska: 흥도동) är en stadsdel i staden Goyang i  provinsen Gyeonggi i den nordvästra delen av Sydkorea, 13 km nordväst om huvudstaden Seoul. Den ligger i stadsdistriktet Deogyang-gu.
I Heungdo-dong finns ett Ikea-varuhus.